# Xã Point Deluce, Quận Arkansas, Arkansas
Xã Point Deluce (tiếng Anh: Point Deluce Township) là một xã thuộc quận Arkansas, tiểu bang Arkansas, Hoa Kỳ. Năm 2010, dân số của xã này là 202 người.